# Art Fleming
Art Fleming (1 de mayo de 1924 - 25 de abril de 1995) fue un presentador de programas televisivas en Estados Unidos, incluyendo más notablemente la versión original de Jeopardy!, un famoso programa de concursos.

## Inicios
Fleming nació como Arthur Fleming Fazzin en la ciudad de Nueva York. Sus padres, William y Marie Fazzin, habían emigrado a los Estados Unidos de Austria. Eran un grupo de baile popular en Europa, que había llevado su show a Estados Unidos. Su hijo Art fue un jugador de fútbol en la James Monroe High School en Nueva York, de pie de 6 pies y 4 pulgadas, un peso de 220 libras. Más tarde, asistió a las universidades de Colgate y Cornell, Fleming fue un veterano de la Segunda Guerra Mundial que sirvió en la Armada de los Estados Unidos por tres años como el piloto de un avión de patrulla marítima en el Océano Atlántico.

## Carrera
Después de salir de la Armada, Fleming se convirtió en un locutor en una estación de radio en Rocky Mount, Carolina del Norte. Fue aquí donde por primera vez acortó su nombre a "Art Fleming". Su carrera en la radio más tarde lo llevaría a Akron, Ohio, y de vuelta a casa en Nueva York. Él era el locutor primero en entregar el famoso eslogan "Winston tastes good like a cigarette should" ("Winston sabe bien, como un cigarrillo debería") de los cigarrillos Winston.
Fleming comenzó su carrera actoral a los cuatro años, cuando protagonizó en una obra de Broadway. Fleming primero apareció en televisión como un especialista para Ralph Bellamy en el serie policíaca Man Against Crime, y más tarde protagonizó en The Flying Tigers y International Detective. También representó al abogado Jeremy Pitt en The Californians, un western de la NBC ambientada en San Francisco durante la fiebre del oro de California en los años 1850.
Fleming también apareció en muchos comerciales de televisión. Merv Griffin primero descubrió a Fleming en un comercial para Trans World Airlines. A Griffin le pareció que Fleming era "autoritario, pero afectuoso e interesante", y lo invitó a una prueba para el papel de presentador para un nuevo programa de concursos que Griffin estaba desarrollando. Fleming (un actor sin experiencia anterior en concursos de televisión) fue inicialmente escéptico, pero su agente le animó a "actuar como un presentador de televisión" en su audición, y Fleming finalmente ganó el puesto. El programa fue Jeopardy!, que Fleming presentó desde el 30 de marzo de 1964 hasta el 3 de enero de 1975, y otra vez desde el 2 de octubre de 1978 hasta el 2 de marzo de 1979. Como el primer presentador de Jeopardy! (que fue comercializado como "el más grande concurso en el mundo de televisión"), Fleming obtuvo dos nominaciones para los Premios Emmy. Durante su tenencia como presentador de Jeopardy!, Fleming estaba presente en todas sus grabaciones.
Debido a que fue el presentador de un concurso de televisión, Fleming ganó una reputación como un almacén de trivia. Cuando apareciendo como una estrella invitada en Hollywood Squares (otro concurso de NBC emitido en los años 1960 y 1970), Fleming fue elegido una vez como la panelista de la "Secret Square". Su pregunta fue: "¿En 1938, quién ganó el campeonato femenino de tenis de Wimbledon?" Fleming eligió Helen Wills Moody, una de las tres opciones que le fueron leídos. El concursante femenina (que había seleccionado Fleming) se dirigió a Peter Marshall, el presentador de Hollywood Squares, diciendo: "¡Art Fleming nunca miente! ¡Estoy de acuerdo!" Fue correcto, y el concursante ganó $11,000. Fleming dijo más tarde que no sabía nada de tenis y había adivinado la respuesta. Esperaba que el concursante no estaría de acuerdo, pensando que estaba incorrecto.
A lo largo de su carrera, Fleming participó en cerca de 5,000 episodios de programas de televisión y en 48 películas. Después de la cancelación primera de Jeopardy! en 1975, Fleming volvió a actuar. Interpretó el papel de Averell Harriman en el película MacArthur, el general rebelde y también apareció en episodios de Starsky y Hutch y Kingston: Confidential, así como la miniserie de televisión The Moneychangers.
También presentó una versión radiofónica de College Bowl en CBS. Fleming fue un comunicador en el programa radiofónico "Monitor" para NBC durante el año 1972. Fleming repitió su papel como presentador de Jeopardy! en la película Airplane II: The Sequel y en el video musical "I Lost on Jeopardy" grabado por "Weird Al" Yankovic. Fleming fue a menudo llamado para organizar simulacros de Jeopardy! en ferias de muestras y convenciones.
De 1979 a 1992, Fleming organizó un programa de radio diario en la emisora KMOX de San Luis. En las tardes de domingos, de vez en cuando coorganizado Trivia Spectacular con David Strauss, un maestro de escuela de San Luis. También presentó el programa radiofónico When Radio Was.

## Vida personal
Fleming estaba casado con Becky Fleming, madre de sus dos hijastros, Kimberly y Timothy. También tenía cuatro nietos, Matthew, Nathan, y Adam Woodring, y Madeleine Fleming. En 1992, Fleming retiró, muevó con Becky a Crystal River, Florida. Mantuvo activo en la obra de beneficencia, presentando vídeos sobre recaudación de fondos para el base de United Way of America en el Condado de Citrus, involucrarse con la Citrus Abuse Refuge Association (en donde Becky sirvió como directora). También presentó un programa sindicado en la televisión, llamado Senior America, que mostró personas de la tercera edad y sus actividades.

## Defunción y dedicación
Fleming murió de cáncer de páncreas en su casa en abril de 1995, poco antes de cumplir 71. Sus cenizas fueron esparcidas en el mar.
El estudio 25 de NBC Burbank Studios es nombrado en su honor.